# Феофил III
Патриа́рх Фео́фил III (греч. Πατριάρχης Θεόφιλος Γ΄; в миру Илия Яннопулос, греч. Ηλίας Γιαννόπουλος; род. 4 апреля 1952, Гаргалиани, ном Мессиния, Греция) — епископ Иерусалимской православной церкви; с 22 ноября 2005 года — Патриарх Иерусалимский. Полный титул: Блаже́ннейший, Божественнейший и Всесвяте́йший Кир Феофи́л, Патриа́рх Свята́го гра́да Иерусали́ма и всея́ Палести́ны, Си́рии, Ара́вии, обонпо́л Иорда́на, Ка́ны Галиле́йския и свята́го Сио́на.

## Биография
Родился 4 апреля 1952 года в Гаргалиани, в Мессении, Греция.
С 1964 года проживает в Святогробском братстве в Иерусалиме. C июля 1964 года учился в патриаршей школе в Иерусалиме, которую окончил в июне 1970 года.
28 июня 1970 года пострижен в монашество патриархом Иерусалимским Венедиктом I с наречением имени Феофил.
С 1975 по 1978 годы учился на богословском факультете Афинского университета, возведён в достоинство архимандрита.
С 1981 по 1986 годы учился в Даремском университете (Англия).
С 1986 по 1988 годы являлся председателем по внешним связям Иерусалимского патриархата, а следующие годы был представителем Иерусалимского патриархата при ряде организаций, в частности, с 2001 по 2003 годы при Московском патриархате. Был старшим хранителем Гроба Господня.
14 февраля 2005 года, за полгода до избрания в патриархи, был хиротонисан во епископа и избран архиепископом Фаворским. В мае того же года его предшественник патриарх Ириней I из-за обвинений в причастности к ряду скандальных сделок с недвижимостью был отстранён от должности сперва Синодом, а потом Всеправославным собором в Фанаре.

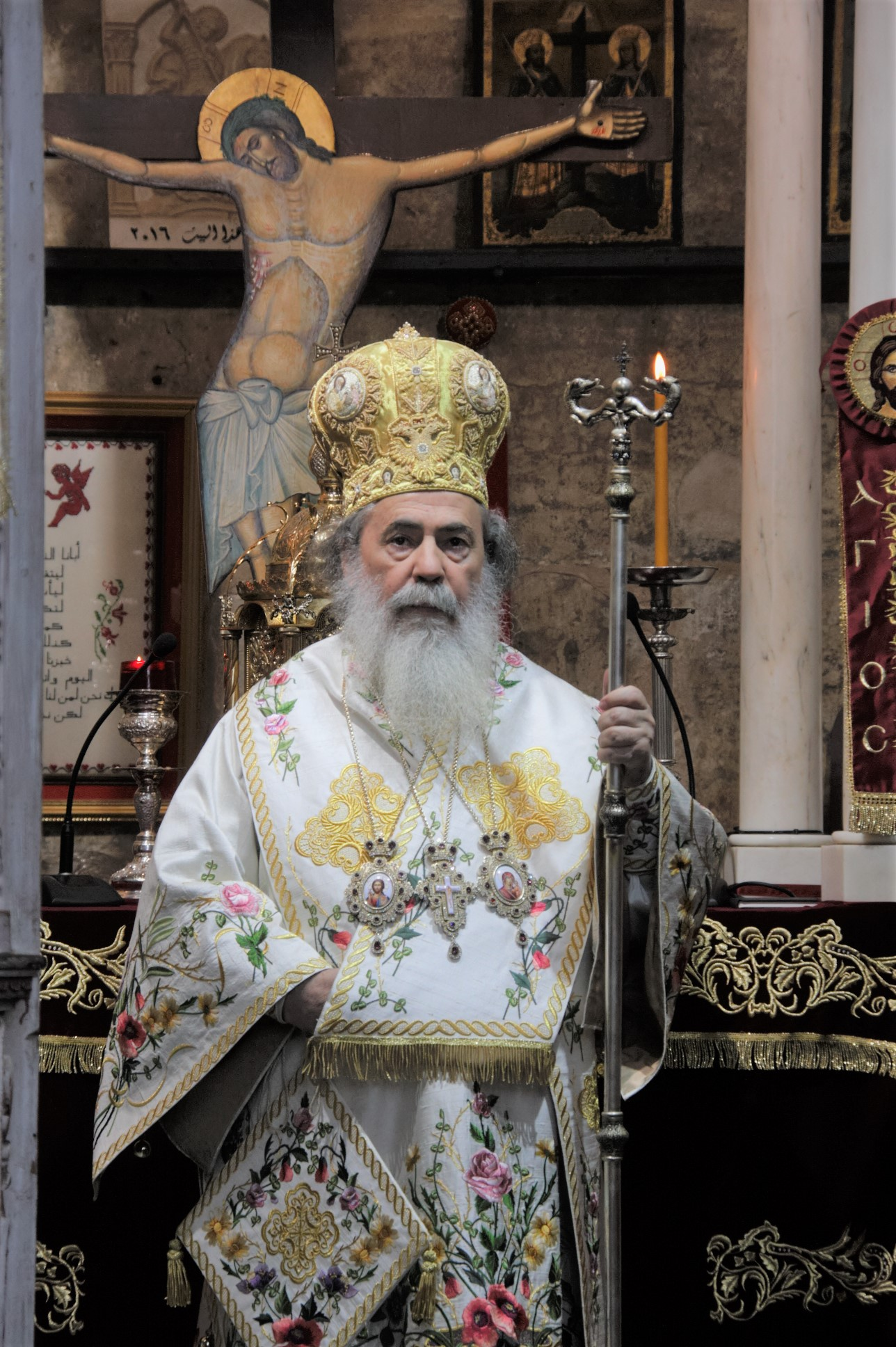
Патриарх Феофил за богослужением

22 августа 2005 года Священным синодом был единогласно избран патриархом Иерусалимским. 22 ноября того же года состоялась его интронизация.
Признанный в качестве главы Иерусалимского патриархата со стороны государства Палестина и Иордании, патриарх в течение двух лет не мог получить официального признания от правительства Израиля.
В апреле 2011 года патриарх Иерусалимский Феофил III заявил о возможном прекращении евхаристического общения с Румынским патриархатом из-за начатого последним строительства в Иерихоне румынского храма, возводимого архимандритом Иеронимом (Крецу), представителем Румынской православной церкви на Святой Земле. 9 мая 2011 года на заседании Священного синода Иерусалимский патриархат запретил в священнослужении архимандрита Иеронима (Крецу) и прервал общение с Румынской православной церковью. С 20 по 21 февраля 2013 года в Иерусалиме прошли переговоры между делегацией Румынской патриархии во главе с архиепископом Тырговиштским Нифоном (Михэйцэ) и представителями Иерусалимского патриархата, в результате которых была достигнута договорённость относительно открытия румынского подворья в Иерихоне. Был подготовлен итоговый документ, получивший благословение патриарха Феофила и патриарха Румынского Даниила, в котором говорится о восстановлении евхаристического общения между двумя Церквами.
В марте 2013 года Иерусалимский патриархат расширил свою юрисдикцию на Катар и произвёл 10 марта 2013 года хиротонию в архиепископы Катара Макария (Маврояннакиса), что вызвало резкий протест со стороны Антиохийского патриархата, который 26 июня 2015 года объявил о разрыве евхаристического общения с Иерусалимским патриархатом.

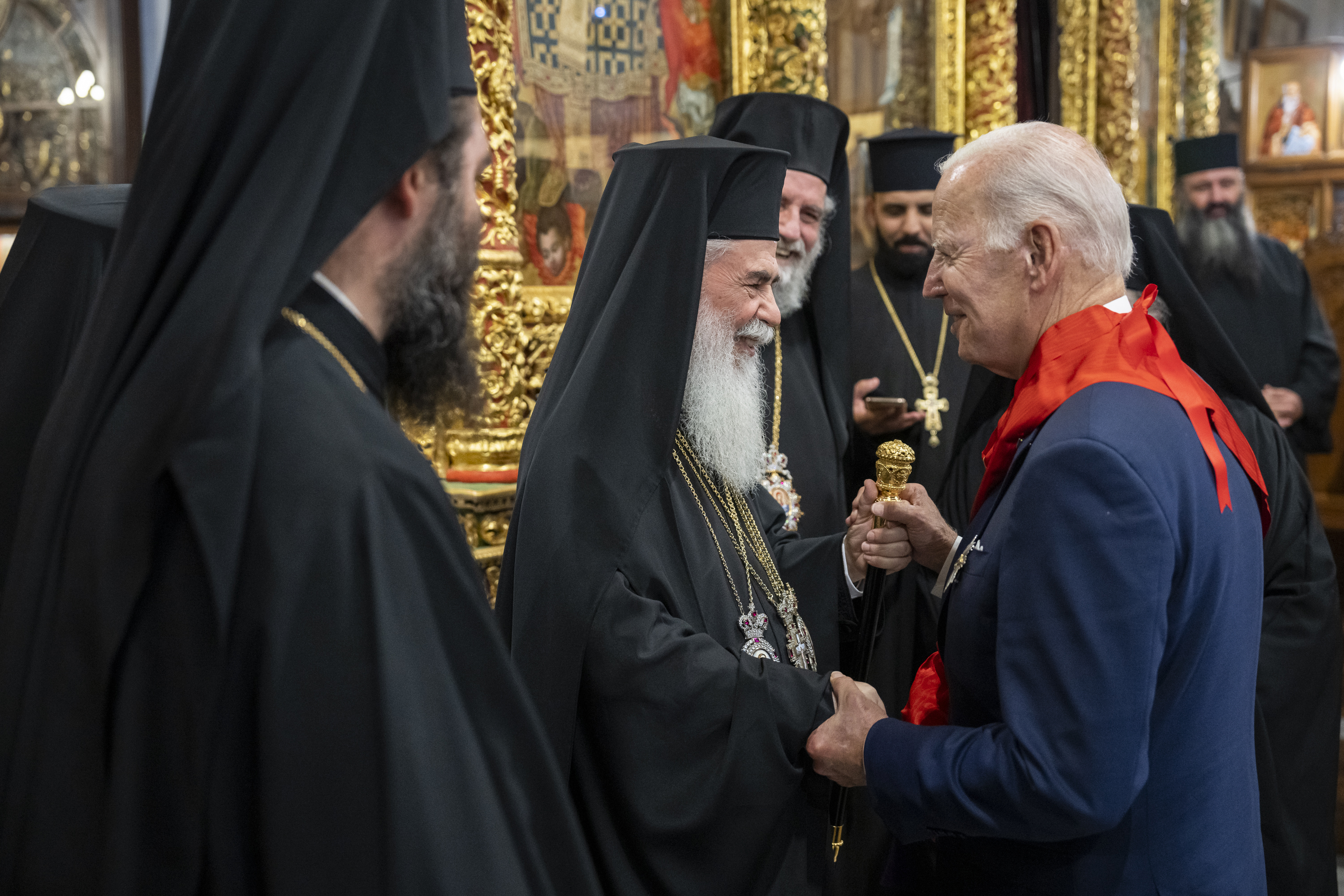
Президент США Джо Байден и патриарх Феофил в Базилике Рождества Христова (15 июля 2022)

## Совещание в Аммане
В ноябре 2019 года посетил Москву, где встретился с президентом России Владимиром Путиным и получил премию Международного фонда единства православных народов. Во время визита предложил предстоятелям всех православных церквей собраться в столице Иордании и «обсудить вопрос сохранения нашего единства в евхаристическом общении». В Русской православной церкви поддержали эту идею.
На совещание в столицу Иордании прибыли лишь четыре предстоятеля: инициатор встречи патриарх Феофил, патриарх Московский Кирилл, патриарх Сербский Ириней и митрополит Чешских земель и Словакии Ростислав. Румынская и Польская православные церкви прислали на совещание своих представителей, но не глав. На совещании была представлена также Украинская православная церковь (Московского патриархата). Остальные церкви в той или иной форме отказались от участия в совещании.

## Взгляды и оценка
Андреем Кураевым, совершившим паломничество в Иерусалим в начале апреля 2008 года по линии Фонда Андрея Первозванного, высказывания патриарха Феофила об исторических притязаниях России на Палестину и роли архимандрита Порфирия (Успенского) (основателя Русской духовной миссии в Святой земле), были расценены как русофобские.
Архиепископ Марк (Арндт) в июле 2008 года высказал следующую оценку: «Все прежние Иерусалимские патриархи интересовались Россией, даже в какой-то мере говорили по-русски, любили русский народ и его благочестие, были благодарны за огромный вклад Русской церкви в укрепление православия на Ближнем Востоке, ценили присутствие русских монашествующих в Святой Земле… Нынешняя политика для меня непонятна. Она резко отличается от политики всех предшественников нынешнего Патриарха Иерусалимского».
26 февраля 2020 года патриарх Московский и всея Руси Кирилл на совещании в Аммане, поблагодарив патриарха Феофила, созвавшего встречу, подчеркнул: «Это мужественный и верный шаг, и я уверен, что он войдёт в историю. В столь непростые для Православия времена первая по времени появления апостольская кафедра вновь исполняет свою историческую миссию одного из ключевых центров мирового Православия».

## Награды
- Орден князя Ярослава Мудрого I степени (Украина, 27 июля 2013 года) — за выдающуюся церковную деятельность, направленную на подъём авторитета православия в мире, и по случаю празднования на Украине 1025-летия крещения Киевской Руси[14].
- Большой Командорский Крест ордена Заслуг (Венгрия, 2014 год)[15].
- Орден святого равноапостольного великого князя Владимира I степени (РПЦ, 2013 год)[16].
- Орден Славы и Чести I степени (РПЦ, 2013 год)[17]
- Цепь Ордена Орла Грузии и Священного хитона Господа нашего Иисуса Христа (Грузинский царский дом, 2012 год)[18]
- Орден Святого царя Константина (Сербская Православная Церковь, 2013 год)[19]
- Орден Святого Иоанна Владимира (Сербская Православная Церковь, 2016 год)[20]
- Орден «Вифлеемская Звезда» (Императорское православное палестинское общество, 2019 год)[21]
- Премия Международного фонда единства православных народов — ноябрь 2019 года[9].
- Большая лента ордена Государственного столетия (Иордания, 2021 год)

### Комментарии
1. ↑  Размер премии не разглашается; в начале 2000-х годов, по сообщениям СМИ, составлял 50 тыс. долл. США
2. ↑  После предоставления автокефалии Православной церкви Украины Русская православная церковь надеялась на созыв всеправославного совещания для обсуждения украинского вопроса